# MOL liga 2011/2012
Sezóna 2011/2012 byla 4. sezónou MOL ligy. Mistrem se stal tým Dunaújvárosi Acélbikák.

## Základní část
| Vysvětlivky                          |
| ------------------------------------ |
| Přímý postup do čtvrtfinále play off |
| Postup do předkola play off          |
| Sezóna pro daný tým skončila         |

| Poř. | Tým                           | Z  | V  | VP | PP | P  | VG  | OG  | B  |
| ---- | ----------------------------- | -- | -- | -- | -- | -- | --- | --- | -- |
| 1.   | SC Miercurea Ciuc             | 35 | 24 | 2  | 4  | 4  | 169 | 76  | 83 |
| 2.   | Dunaújvárosi Acélbikák        | 35 | 24 | 5  | 1  | 5  | 154 | 72  | 83 |
| 3.   | SCM Brašov                    | 35 | 18 | 1  | 3  | 13 | 147 | 116 | 59 |
| 4.   | Miskolci JJS                  | 35 | 16 | 2  | 2  | 15 | 131 | 102 | 54 |
| 5.   | Ferencvárosi TC               | 35 | 14 | 2  | 1  | 18 | 119 | 137 | 47 |
| 6.   | Steaua Rangers                | 35 | 13 | 2  | 4  | 16 | 124 | 160 | 47 |
| 7.   | Alba Volán Székesfehérvár U19 | 35 | 10 | 3  | 1  | 21 | 118 | 167 | 37 |
| 8.   | Újpesti TE                    | 35 | 3  | 0  | 1  | 31 | 82  | 214 | 10 |

## Play off

### Předkolo
- SCM Brašov – Steaua Rangers 2:0 na zápasy (4:3 PP, 6:1)
- Miskolci JJS – Ferencvárosi TC 2:0 na zápasy (6:1, 8:4)

### Semifinále
- SC Miercurea Ciuc – Miskolci JJS 2:3 na zápasy (4:2, 7:1, 3:5, 0:1, 0:1 PP)
- Dunaújvárosi Acélbikák – SCM Brašov 3:0 na zápasy (10:3, 5:4, 5:4)

### Finále
- Dunaújvárosi Acélbikák – Miskolci JJS 4:0 na zápasy (4:2, 6:2, 3:2, 3:0)